# Walter Molea
Walter Molea (Napoli, 8 luglio 1966) è un ex canottiere italiano, medaglia d'argento nel quattro senza ai Giochi olimpici di Sydney 2000.

## Carriera
Oltre alla medaglia olimpica, ha conquistato anche quattro medaglie mondiali.

## Palmarès
| Anno | Manifestazione  | Sede   | Risultato | Gara          | Tempo   | Note |
| ---- | --------------- | ------ | --------- | ------------- | ------- | ---- |
| 2000 | Giochi olimpici | Sydney | Argento   | Quattro senza | 5:56.62 |      |